# Spilogona semifasciata
Spilogona semifasciata är en tvåvingeart som beskrevs av Fritz Isidore van Emden 1951. Spilogona semifasciata ingår i släktet Spilogona och familjen husflugor.
Artens utbredningsområde är Uganda. Inga underarter finns listade i Catalogue of Life.